# والتر كوبر
والتر كوبر (بالإنجليزية: Walter Cooper)‏ هو سياسي أسترالي، ولد في 23 أبريل 1888 في المملكة المتحدة، وتوفي في 22 يوليو 1973 في أستراليا. حزبياً، نشط في الحزب الوطني الأسترالي. وقد انتخب عضو مجلس الشيوخ الأسترالي ‏ عن دائرة كوينزلاند (1 يوليو 1935 – 30 يونيو 1968) وانتخب عضو مجلس الشيوخ الأسترالي ‏ عن دائرة كوينزلاند (17 نوفمبر 1928 – 30 يونيو 1932).